# Torcy-et-Pouligny
Torcy-et-Pouligny is een gemeente in het Franse departement Côte-d'Or (regio Bourgogne-Franche-Comté) en telt 175 inwoners (1999). De plaats maakt deel uit van het arrondissement Montbard.

## Geografie
De oppervlakte van Torcy-et-Pouligny bedraagt 10,6 km², de bevolkingsdichtheid is 16,5 inwoners per km².
De onderstaande kaart toont de ligging van Torcy-et-Pouligny met de belangrijkste infrastructuur en aangrenzende gemeenten.

## Demografie
Onderstaande figuur toont het verloop van het inwonertal (bron: INSEE-tellingen).